# Логвинов, Валерий Захарович
Валерий Захарович Логвинов (1950, Саратовская область, РСФСР, СССР —1977, там же) — советский серийный убийца, совершивший серию нападений в период с 1974 по 1975 год на территории города Саратова и его пригородов, в том числе 6 убийств, сопряженных с изнасилованиями. Логвинов имел необычный фетиш — стимулом для его полового влечения и совершения убийств становились девушки и женщины, чьи волосы были заплетены в косу. В 1976 году он был приговорён к смертной казни через расстрел и впоследствии расстрелян.

## Биография

### Детство и юность
Валерий Логвинов родился в 1950 году на территории Саратовской области. Детство и юность провел в социально неблагополучной обстановке. Его отец Захар Логвинов демонстрировал признаки психического расстройства и проявлял агрессию по отношению к нему и к его матери. Согласно воспоминаниям самого Валерия, его мать в молодости носила длинные волосы, заплетенные в косу, которую отец во время избиений и издевательств над ней наматывал на свою руку, причиняя матери Валерия дополнительную физическую боль, вследствие чего Логвинов в детстве получил психологическую травму, а женские волосы, заплетенные в косу, стали для него символом боли и признаком жертвы. В конце 1960-х Логвинов окончил школу и переехал в Саратов, где получил профессию плиточника и устроился на работу в один из домостроительных комбинатов. На рабочем месте Логвинов характеризовался крайне положительно, благодаря чему в начале 1970-х получил жилплощадь в Саратове и женился на девушке, которая вскоре родила ему ребенка. Логвинов обладал привлекательной внешностью и атлетической фигурой, благодаря чему пользовался успехом у женского пола. В 1973 году Логвинов стал демонстрировать патологически повышенное половое влечение, половую активность, после чего совершил серию нападений и убийств.

### Убийства
Практически все преступления Валерий Логвинов совершил в Заводском районе Саратова. Во время совершения преступлений он продемонстрировал выраженный ему образ действия. Он нападал на девушек и женщин недалеко от пустырей, наносил им различными тупыми предметами сильный удар по голове, после чего оттаскивал тело жертвы в темное и неосвещаемое место на пустыре, где подвергал их сексуальному насилию.
Первое убийство он совершил в начале декабря 1974 года. Его первой жертвой стала 92-летняя Валентина Тучкова, обитательница Саратовского дом-интерната для престарелых и инвалидов, которая незадолго до этого вследствие деменции впала в детство. В день своей гибели, пожилая женщина сумела покинуть дом-интернат и отправилась на улицы города с целью поиска матери. После совершения нападения, Тучкова еще некоторое время пребывала в сознании. Ее отвезли в больницу, где она скончалась от последствий черепно-мозговой травмы. Так как свидетелей преступления найдено не было, а сама Тучкова ничего не смогла рассказать сотрудникам правоохранительных органов про инцидент с нападением, следователи первоначально посчитали, что с пожилой женщиной произошел несчастный случай и она разбила голову об асфальт при падении на снегу.
15 декабря Логвинов совершил нападение на 30-летнюю Наталью Селятину. Логвинов проломил ей голову сильным ударом стального обрезка трубы, после чего раздел тело и подверг ее сексуальному насилию. Через несколько дней Валерий напал на 27-летнюю Татьяну Ларину недалеко от того места, где он совершил убийство Селятиной. Через несколько дней Валерий Логвинов совершил нападение на Ольгу Игошину. Свидетельницей преступления стала 25-летняя Светлана Буханова. При появлении Бухановой, Логвинов бросил манипуляции над телом Игошиной и сбежал с места преступления, вследствие чего Ольга Игошина осталась жива. Из-за последствий черепно-мозговой травмы девушка получила антероградную амнезию и не смогла вспомнить события, предшествующие нападению, но Светлана Буханова дала сотрудникам правоохранительных органов описание внешности Логвинова, на основании которого был составлен его фоторобот.
В конце декабря Логвинов убил 47-летнюю Раису Дубову, которой также нанес черепно-мозговую травму тупым предметом и изнасиловал. В начале января 1975 года в ночное время суток Валерий Логвинов с помощью лестницы проник в квартиру на 1-м этаже многоквартирного дома на территории Заводского района Саратова, где проживала семья Кулешовых. Проникнув в квартиру, Логвинов совершил нападение на спящих супругов и нанес им несколько ударов стулом по голове, от последствий которых они потеряли сознание, но остались в живых. Изнасиловав Кулешову, находившуюся в бессознательном состоянии, Логвинов обыскал шкафы в квартиры и похитил ряд вещей Кулешовых, представляющих материальные ценности.
Для поимки Логвинова в Саратов был введен полк внутренних войск, а правоохранительные органы, установив, что все жертвы нападения являлись девушками и женщинами, имевшими длинные волосы, заплетенные в косу - разработали операцию по поимке преступника, в ходе которого ряд сотрудников и сотрудниц милиции в вечернее и ночное время передвигались по улицам Заводского района Саратова с длинными волосами, заплетенными в косу, с целью привлечь убийцу и заманить его в организованные для него многочисленные засады, однако Логвинов, увидев повышенную активность военных и правоохранительных органов, затаился и очередное преступление совершил лишь в середине 1975 года в Краснокутском районе Саратовской области.
Его последней жертвой стала 50-летняя Людмила Павликова, которую Логвинов ударил ударом стального обрезка трубы недалеко от железнодорожной станции, после чего изнасиловал. Женщина осталась в живых.

### Арест, следствие и суд
После обнаружения тела Павликовой работники железнодорожной станции обратились в милицию, сотрудники которой оцепили территорию станции и задержали 12 молодых мужчин, которые очень хорошо соответствовали фотороботу преступника. Через несколько часов на железнодорожную станцию явились сотрудники милиции Саратова, расследовавшие серию убийств, и допросили задержанных. Один из задержанных сообщил сотрудникам милиции, что вместе с ним на станции находился его знакомый по имени Валерий Логвинов, который исчез с ее территории после нападения на Павликову. Задержанный пояснил, что Логвинов направлялся в село Дьяковка, где проживали его родители. В тот же день сотрудники правоохранительных органов появились в Дьяковке, где задержали Логвинова в доме его родителей.
После задержания Логвинов некоторое время отрицал свою причастность к изнасилованиям и убийствам девушек, после чего была организована процедура визуального опознания, на которую была приглашена Светлана Буханова. Во время опознания произошел примечательный для расследования эпизод. Буханова уверенно опознала Логвинова в качестве преступника и дотронулась пальцем до его груди, после чего Логвинов закрыл глаза от удовольствия и сказал ей: «Потрогай еще...».
После этого Логвинов признал свою вину и стал активно сотрудничать со следствием. Он заявил следователям, что во время совершения серии убийств и изнасилований его жена была беременна вторым ребенком и у них отсутствовала интимная близость, вследствие чего он стал совершать нападения, так как испытывал патологически повышенное половое влечение. В своих психических, эмоциональных и поведенческих проблемах он обвинял своего отца, который издевался над его матерью, наматывая ее волосы себе на руку, и нанес ему психологическую травму. В качестве улики, изобличающей Логвинова в совершении преступлений, следователями был приобщен к уголовному делу дневник его тещи, с которой Валерий состоял в конфликте. Логвинов имел репутацию примерного семьянина и после окончания рабочего дня всегда возвращался домой к семье. Теща Логвинова заявила милиции после его ареста, что несколько раз в период с середины 1974 года по середину 1975 года Валерий возвращался домой поздно вечером, никак не объясняя причин своего долгого отсутствия дома. Женщина записывала все подозрительные действия зятя, которые приходились на дни, когда в Заводском районе Саратова происходили убийства и изнасилования. Таких совпадений на основании записей из дневника было выявлено 13, хотя следствию было известно всего лишь 5 убийств и 4 нападения Логвинова. После этого правоохранительные органы с помощью телевидения обратились к населению города с просьбой содействовать расследованию и продемонстрировали фотографию Валерия Логвинова. В последующие дни в милицию Саратова обратились 5 девушек, которые заявили, что в середине 1974 года стали жертвами изнасилований Логвинова, но их заявления не были приняты сотрудниками милиции во внимание. В последующие недели во время допросов Логвинов признался в этих изнасилованиях, а также в убийстве 17-летней девушки, труп которой он сбросил в колодец, и нападении на девушку, которая шла в детский сад за своим ребенком. Логвинов вспоминал, что жертва умоляла его отпустить, ссылаясь на то, что ее ребенок останется сиротой, но он ее не пощадил и жестоко избил, после чего также подверг сексуальному насилию. По счастливой случайности девушка не умерла и осталась в живых. В 1976 году Валерий Логвинов был признан виновным в совершении 6 убийств и 10 нападений, после чего был приговорен к смертной казни через расстрел. После оглашения приговора он написал прошение о помиловании, которое было отклонено. В 1977 году Валерий Логвинов был расстрелян.

## В массовой культуре
- Документальный фильм «Охотник за волосами» из цикла «Следствие вели» (2017)[прим. 1]